# Фостер, Брен
Брен Энтони Фостер (англ. Bren Anthony Foster; род. 2 ноября 1976, Лондон, Великобритания) — австралийский мастер боевых искусств, актёр кино и телевидения, продюсер, режиссёр, сценарист, постановщик боевых сцен и культурист английского происхождения. В отличие от других экранных исполнителей боевых искусств, является преподавателем актёрского мастерства, проводящем групповые и индивидуальные мастер-классы, а также профессиональным драматическим актёром, проходившем учёбу в ряде школ актёрского мастерства и драматического искусства в Австралии и США, в том числе по технике Майснера от театрального педагога Сэнфорда Майснера, благодаря чему преуспел на телевидении, получив постоянные роли в нескольких художественных сериалах, таких как мыльные оперы «Дома и в пути» (в которой снимался с 2005 по 2021 годы) и «Дни нашей жизни» (2011—2012), научно-фантастический драматический боевик «Последний корабль» (2015—2018) производства Майкла Бэя и криминальная драма с элементами боевика «Последний король Креста» (2024). В документальном телевизионном жанре выступал в качестве эксперта по боевым единоборствам: сначала во второстепенной роли в полнометражной программе «Экстремальные боевые искусства» (2003; англ. XMA: Xtreme Martial Arts) для канала Discovery, а затем в многосерийной — «Наука рукопашного боя» (2008—2010) для канала National Geographic, в которой удостоился центральной роли и выполнял различные силовые тесты и состязания, подвергавшие его мастерство научным исследованиям. Также Фостер добился запуска собственного глобального реалити-шоу «Путешествующий воин» (англ. Travelling Warrior), в рамках которого собирался посетить 13 стран и в каждой серии исследовать традиционный национальный стиль боевых единоборств, культуру и кухню одной из них, завершая серию выступлением против местного титулованного бойца, однако дальше съёмок в Таиланде проект не продвинулся, имея лишь более недоступную пилотную серию и выпущенный трейлер к ней, собравший в совокупности 220 тысяч просмотров. 
Среди работ Фостера в кино наиболее примечательной является положительно принятый зрителями и критиками спортивный остросюжетный драматический боевик «Боец. Лучший из лучших» (2024), в котором он не только исполнил главную роль (бывшего чемпиона мира и ныне инструктора по боевым единоборствам, противостоящего торговцам детьми) и раскрыл богатый спектр своих боевых навыков, но и возглавил производственный процесс со своей начинающей кинокомпанией Spinning Plates, выступив в качестве продюсера, режиссёра, автора сюжета со сценарием, а также постановщика боевых сцен и экшн-дизайнера. Причём, по собственному признанию Фостера, который с детства отличался крайне высокой скоростью ударов ногами и руками, все трюки и боевые сцены исполнялись им без использования дублёров, а скорость Фостера и его каскадёрской команды, выступившей в роли противников его персонажа, была в них настолько высокой, что ему пришлось неоднократно подтверждать в интервью, что ускорение кадров и компьютерная графика не применялись при монтаже и столь впечатляющих по скорости боевых сцен удалось добиться только благодаря целенаправленным и упорным многомесячным репетициям в его собственной школе единоборств с каскадёрской командой, состоявшей в основном из его давних и доверенных учеников и партнёров по тренировкам. Съёмочный период проходил настолько интенсивно и изматывающе, что одному из актёров, сыгравших противников героя Фостера, становилось плохо вплоть до появления тошноты, вынуждавшей его отлучаться в туалет между дублями, а сам Фостер дважды травмировался, сначала получив растяжение подколенного сухожилия, из-за которого пришлось приостанавливать съёмки на 2 недели, а затем повреждение бедра, восстановление которого заняло четыре недели. За работу в фильме Фостер удостоился нескольких побед и номинаций от ряда кинопремий, в том числе победы в категории «Лучший бой» от премии Vulture Stunt Awards (организованной изданием New York Magazine) за постановку и исполнение финального 30-минутного отрезка с безостановочными боевыми сценами, а также снискал крайне хвалебные отзывы от других изданий, в том числе от Yahoo! News, которое выделило его почётным заголовком «Родился новый экшн-герой, и имя ему — Брен Фостер», и Martial Arts Action Cinema, которое отметило, что, несмотря на отсутствие той воспетости и растиражированности, которую имеют Жан-Клод Ван Дамм и Скотт Эдкинс, Фостер обладает несомненным талантом, выражающемся не только в физических навыках и внешних данных, но и в актёрских способностях. Первым прорывным фильмом для него стала отмеченная критиками австралийская драма «Кедровые парни» (2009), за актёрскую игру в которой Фостер был назван «прирождённой звездой» изданием Empire, сыграв тюремного заключённого, который отчаянно пытается отвести своего младшего брата от криминального пути. Также Фостер дважды работал со Стивеном Сигалом — в боевиках «Максимальный срок» (2012) и «Карательный отряд» (2013), в каждом из которых выступил хореографом боевых сцен с участием своего персонажа, а во втором из них фактически сыграл главную роль, хоть и был формально указан в титрах ниже более узнаваемых коллег. К выходу в прокат готовятся такие бойцовские фильмы, как «Фермер» с Фостером в главной роли и участием Криса Ван Дамма (сына Жан-Клода Ван Дамма), а также «Зверь во мне» по сценарию Рассела Кроу, в котором Фостер снялся с самим Кроу и Люком Хемсвортом, исполнив роль центрального антагониста — бойца смешанных единоборств лиги ONE Championship.
По признанию Фостера, он всегда выступает хореографом всех боевых сцен с участием своих персонажей, поскольку не желает, чтобы их хореографией занимался кто-либо, кроме него, учитывая его опыт выступлений и степень мастерства в единоборствах. В качестве причины, по которой он снялся лишь в скромном количестве боевиков, Фостер называет то не удовлетворяющее его обстоятельство, что участие в чужих проектах не даёт максимальной творческой свободы, обязывая так или иначе следовать виденью сторонних кинематографистов (продюсеров, режиссёров, операторов, координаторов каскадёрских групп, монтажёров), подавляющее большинство которых не владеет боевыми единоборствами, тем более на мастерском уровне, и вынуждая мириться с их вмешательством в боевые сцены — особенно с их правом монтировать, отбирать и утверждать для прокатных версий фильмов и сериалов те боевые сцены, которые были спроектированы и исполнены Фостером. Более всего он сетует на то, что многие из его сцен снимаются под неудачными углами и планами, а те сцены, съёмка которых устраивает Фостера, в процессе монтажа часто заменяются менее удачными дублями, обрезаются или вовсе удаляются как намеренно, так и вынужденно по чужой вине. Это неизбежно приводит к тому, что чужой, не достаточно удачный монтаж, операторская, режиссёрская и координаторская работа обесценивают труд Фостера, вложенный в хореографию и исполнение боевых сцен, подавая их в гораздо менее эффектном виде по сравнению с тем, которого можно было добиться при работе Фостера с лично отобранной им командой кинематографистов. Более того, его также угнетает то, что большинство сценариев, которые предлагает современная индустрия боевиков, пишется по «бездушному», конвейерному принципу и лишено человечности, делая упор лишь на драки, взрывы и перестрелки, в то время как раскрытию сюжета и персонажей не уделяется должного внимания и энтузиазма, а физически подготовленные герои — будь то атлеты боевого спорта, солдаты или воины — так и вовсе выставляются бесчувственными роботами, хотя все они являются людьми со своими слабостями, эмоциями и прочими человеческими факторами. Фостер напрямую связывает это с прочно сложившемся у сценаристов и других кинематографистов стереотипом о том, что актёр, мастерски владеющий боевыми искусствами, не в состоянии овладеть актёрским мастерством. Однако для Фостера, как преподавателя актёрского мастерства и профессионального драматического актёра, подавляющая часть ролей которого не связана с боевыми искусствами, данный аспект имеет фундаментальное и решающее значение. Устав от условий и сценариев, ограничивающих его свободу творчества и не способных раскрыть его потенциал, Фостер основал собственную кинокомпанию Spinning Plates и взялся за производство своего фильма «Боец. Лучший из лучших» с целью создать не банальный боевик с драками ради драк, а проект, который гормонично соединял бы в себе впечатляющие боевые и трюковые сцены с достойной драматической актёрской игрой, персонажами и историей, позволив Фостеру на личном примере развеять ошибочный стереотип о неспособности кинобойцов обладать достойными актёрскими навыками, а также сподвигнуть других киносоздателей на то, чтобы актёры, обладающие мастерством боевых искусств и способные исполнять физически тяжёлые сцены без компьютерной графики и засилья дублёров, стали снова цениться ими по достоинству, как это было в прежние времена.
Помимо кино и телевидения, Фостер отличился центральными ролями в крупных проектах видеоигровой индустрии: он более двух лет работал над игрой Mad Max (2015) из одноимённой медиафраншизы, выступив актёром захвата движения и озвучивания для главного героя Макса Рокатански по прозвищу «Безумный Макс», который остаётся наиболее известным персонажем в общем творческом репертуаре Фостера. До этого Фостер более трёх лет участвовал в игре L.A. Noire (2011), в которой, наряду с актёром Гилом Маккинни, работал над её вторым по значимости играбельным персонажем — следователем по имени Джек Келсо.
Занимаясь боевыми искусствами с дошкольного детства, Фостер является обладателем чёрных поясов в пяти дисциплинах — тхэквондо, хапкидо, бразильское джиу-джитсу, хедонг комдо и хварандо. В тхэквондо его чёрный пояс имеет 7ый дан от Всемирной федерации тхэквондо (WTF), в остальных четырёх дисциплинах — 1ый дан. Помимо этого, Фостер является основателем и президентом Федерации боевого тхэквондо (англ. Combat Taekwondo Federation), а также инструктором по тайскому боксу (муай-тай) и кикбоксингу. Провёл свыше 200 поединков на турнирах по различным видам единоборств (включая тхэквондо, кикбоксинг и полноконтактное карате), завоевав в шести дисциплинах в целом 9 званий чемпиона мира и более 150 медалей за первые места соревнований различного уровня, среди которых свыше 50 государственных и международных титулов как по тхэквондо от Всемирной федерации тхэквондо (WTF), так и по карате от Международной спортивной ассоциации карате (ISKA), включая золотую медаль на открытом чемпионате мира по тхэквондо в Азии (от WTF) и золотые медали на четырёх гранд-чемпионатах в рамках Кубков мира по карате (от ISKA). Также обучался таким дисциплинам, как классический бокс, вольная борьба, джиткундо, силат, шуто, а также китайские (кунфу, вин-чун) и филиппинские единоборства (в особенности арнис/эскрима, в том числе с ножевым боем). Его последним поединком стал бой по профессиональным правилам тайского бокса, который прошёл в 2007 году в предварительном карде стадионного турнира компании Fairtex в городе Паттайя, Таиланд, против бывшего городского чемпиона, который входил в команду местной «суперзвезды» — Йодсанклая Фаиртекса, выступавшего тогда в главном бою вечера. Несмотря на то, что Фостер нанёс сопернику увечья, отличился нокдауном и, по собственному мнению, одержал однозначную победу, в поединке была назначена ничья. После столь яркого выступления на таком высоком уровне Фостеру предложили не улетать из Таиланда и посвятить себя профессиональной карьере в муай-тай и кикбоксинге, прогнозируя, что он будет процветать в ней и добьётся больших высот, однако он принял решение отказаться, поскольку хотел реализоваться в актёрском ремесле, а бойцовская индустрия в тот период не имела той прибыльности и таких карьерных перспектив, как сейчас.
Свой спортивный путь Фостер начал в возрасте 6 лет, когда мать записала его на секцию по карате спустя 3 года после того, как их семья переехала из Великобритании в Австралию. Занятия давались ему настолько легко, что он «наслаждался каждой минутой» и чувствовал себя «как рыба в воде», а тренер дал ему прозвище «Молотилка» (англ. The Thrashing Machine) за то, что он был самым быстрым и гибким исполнителем ударов ногами и руками в группе. Прозанимавшись карате 2 года, начал параллельно осваивать хапкидо и кикбоксинг, будучи вдохновлённым стилями таких мастеров кикбоксинга, как Билл Уоллес и Бенни Уркидес, после чего примерно в 13-летнем возрасте перешёл в хварандо и тхэквондо, а вскоре и в тайский бокс (муай-тай). Тхэквондо в итоге он выбрал своим основным направлением, очаровавшись культовым фильмом «Лучшие из лучших» (1989), особенно сценами с ударной техникой мастеров Филлипа Ри и Саймона Ри, со вторым из которых впоследствии снялся в телепрограммах «Экстремальные боевые искусства» и «Наука рукопашного боя» в 2003 и 2008 годах соответственно. За пределами бойцовских соревнований Фостер неоднократно с успехом выступал на показательных шоу-турнирах, в которых впечатлял публику мастерством разбивания нескольких досок и прочих предметов ногами в воздухе (кёкпха), а также мастерством владения самурайским мечом и исполнения трюков из акробатических видов единоборств. В частности, он дважды подряд становился победителем профессиональных показательных соревнований «Зрелище австралийских боевых исскуств» (англ. Australian Martial Arts Spectacular) с участием лучших мастеров Австралии. Будучи одним из самых востребованных исполнителей боевых искусств страны, неоднократно являлся лицом обложек спортивных журналов, в которых удостаивался таких заголовков, как «Суперударник ногами» (англ. Superkicker) и «Самый впечатляющий мастер боевых искусств Австралии» (англ. Australia's Most Electrifying Martial Artist), а также входил в Зал славы издания Blitz как лучший инструктор года по тхэквондо. В мае 2023 года выступил в качестве одного из комментаторов австралийского турнира по смешанным единоборствам HEX Fight Series 26. Вне боевых единоборств становился победителем одного из чемпионатов Австралии по культуризму. С 1999 года является основателем и управляющим школы боевых единоборств и фитнес-центра Elite Martial Arts & Fitness Centre в Сиднее, Австралия, где также выступает главным тренером по единоборствам, тренером по культуризму и фитнесу и одно время тренировал вместе со своим наставником по бразильскому джиу-джитсу — бывшим профессиональным бойцом смешанных единоборств Энтони Перошем, выступавшем с 2006 по 2015 годы в лиге UFC. В число учеников Фостера входили представители Департамента полиции Лос-Анджелеса, подразделения «Морские котики» США, федеральной полиции Австралии и армии Австралии.

## Фильмография
| Во избежание загромождения и захламления раздела, в нём представлены фильмы и сериалы, которые уже вышли в прокат, а также проекты, которые как минимум находятся на этапе съёмочного периода. |

### Актёр
| Год       |     | Русское название                        | Оригинальное название                        | Роль                                     |
| --------- | --- | --------------------------------------- | -------------------------------------------- | ---------------------------------------- |
| 2001      | тф  | Непобедимый                             | Invincible                                   | человек-тень 2                           |
| 2003      | док | Экстремальные боевые искусства          | XMA: Xtreme Martial Arts                     | в роли самого себя                       |
| 2005—2021 | с   | Дома и в пути                           | Home and Away                                | Алекс, Тони, Стивен Теннисон             |
| 2006      | ф   | Тень грехов                             | Shadow of Sins                               | Макгиннесс                               |
| 2008—2009 | с   | Восток – Запад                          | East West 101                                | мужчина, инструктор по боевым искусствам |
| 2008—2010 | с   | Наука рукопашного боя                   | Fight Science                                | в роли самого себя                       |
| 2008      | кор | Человек крови                           | Man of Blood                                 | Тони Рей                                 |
| 2008      | с   | Полоса                                  | The Strip                                    | Расселл Киган                            |
| 2008      | с   | Обзор с Майлсом Барлоу                  | Review with Myles Barlow                     | парень Келли                             |
| 2009      | с   | Банды Оз                                | Gangs of Oz                                  | Майкл                                    |
| 2009      | с   | Путешествующий воин                     | Travelling Warrior                           | в роли самого себя                       |
| 2009      | с   | Морской патруль                         | Sea Patrol                                   | лейтенант Клифф Бэйли                    |
| 2009      | ф   | Кедровые парни                          | Cedar Boys                                   | Джамал Аюб                               |
| 2009      | кор | Винил                                   | Vinyl                                        | Алекс                                    |
| 2011      | кор | Мститель                                | Venger                                       | Майкл Маккалоу                           |
| 2011      | ф   | Фильм для парней 6: Тихоокеанский рубеж | Boys on Film 6: Pacific Rim                  | Томми                                    |
| 2011—2012 | с   | Дни нашей жизни                         | Days of Our Lives                            | Куинн Хадсон                             |
| 2011      | ки  | L.A. Noire                              | L.A. Noire                                   | Джек Келсо                               |
| 2011      | с   | Роковые красотки                        | Femme Fatales                                | Говард, парень Бет                       |
| 2011—2012 | с   | Мелисса и Джоуи                         | Melissa & Joey                               | Бен, Джулс Д. Сойер                      |
| 2011      | ф   | Плохой до мозга костей                  | Bad to the Bone                              | боец UFC Доннор «Кость» Мэйсон           |
| 2012      | ф   | Война цветов                            | War Flowers                                  | Джон Эллис                               |
| 2012      | ф   | Максимальный срок                       | Maximum Conviction                           | Брэдли                                   |
| 2013      | ф   | Карательный отряд                       | Force of Execution                           | Роман Хёрст                              |
| 2015      | ф   | Бесконечность                           | Infini                                       | Морган                                   |
| 2015—2018 | с   | Последний корабль                       | The Last Ship                                | Вольф «Человек-волк» Тейлор              |
| 2015      | ки  | Mad Max                                 | Mad Max                                      | Макс Рокатански / Безумный Макс          |
| 2016      | ф   | Вокзал                                  | Terminus                                     | агент Джулиус Стайпс                     |
| 2017      | ф   | Дитя Осириса                            | The Osiris Child: Science Fiction Volume One | Чарльз Крит                              |
| 2020      | ф   | Альфа код                               | Alpha Code                                   | Мартин Фелл                              |
| 2020      | ф   | Глубокое синее море 3                   | Deep Blue Sea 3                              | Лукас                                    |
| 2024      | ф   | Боец. Лучший из лучших                  | Life After Fighting                          | Алекс Фолкнер                            |
| 2024      | с   | Последний король Креста                 | Last King of the Cross                       | Пит Рейнольдс                            |
| 2026      | ф   | Зверь во мне (постпроизводство)         | Beast in Me                                  | боец ONE FC Хавьер Грау                  |
|           | ф   | Фермер (постпроизводство)               | The Farmer                                   | Джо                                      |

### Другая деятельность
| Год       |   | Русское название                | Оригинальное название | Роль |
| --------- | - | ------------------------------- | --------------------- | --- |
| 2011      | ф | Плохой до мозга костей          | Bad to the Bone       | постановщик боевых сцен |
| 2012      | ф | Максимальный срок               | Maximum Conviction    | постановщик боевых сцен |
| 2013      | ф | Карательный отряд               | Force of Execution    | постановщик боевых сцен |
| 2015—2018 | с | Последний корабль               | The Last Ship         | постановщик боевых сцен |
| 2024      | ф | Боец. Лучший из лучших          | Life After Fighting   | продюсер, режиссёр, автор сюжета и сценария, постановщик боевых сцен, экшн-дизайнер, соавтор текстов к песням для музыкального альбома |
| 2026      | ф | Зверь во мне (постпроизводство) | Beast in Me           | постановщик боевых сцен |

## Награды и номинации
| Год  | Премия                             | Категория                                           | Повод                             | Результат |
| ---- | ---------------------------------- | --------------------------------------------------- | --------------------------------- | --------- |
| 2024 | Big Bad Film Fest                  | «Лучший режиссёр»                                   | За фильм «Боец. Лучший из лучших» | Победа    |
| 2024 | Big Bad Film Fest                  | «Лучший трюк»                                       | За фильм «Боец. Лучший из лучших» | Номинация |
| 2024 | Big Bad Film Fest                  | «Лучший бой»                                        | За фильм «Боец. Лучший из лучших» | Номинация |
| 2024 | WorldFilmGeek Awards               | «Лучшие действия и трюки»                           | За фильм «Боец. Лучший из лучших» | Победа    |
| 2024 | WorldFilmGeek Awards               | «Лучший новый режиссёр»                             | За фильм «Боец. Лучший из лучших» | Номинация |
| 2024 | WorldFilmGeek Awards               | «Лучшая главная роль»                               | За фильм «Боец. Лучший из лучших» | Номинация |
| 2024 | WorldFilmGeek Awards               | «Лучший боевик»                                     | За фильм «Боец. Лучший из лучших» | Победа    |
| 2024 | WorldFilmGeek Awards               | «Лучший фильм в целом»                              | За фильм «Боец. Лучший из лучших» | Номинация |
| 2024 | Ассоциация киножурналистов Индианы | «Лучшая постановка трюков / движений»               | За фильм «Боец. Лучший из лучших» | Номинация |
| 2025 | Vulture Stunt Awards               | «Лучший трюк в боевике»                             | За фильм «Боец. Лучший из лучших» | Номинация |
| 2025 | Vulture Stunt Awards               | «Лучший бой»                                        | За фильм «Боец. Лучший из лучших» | Победа    |
| 2025 | Vulture Stunt Awards               | «Лучший боевик в целом» (в плане постановки трюков) | За фильм «Боец. Лучший из лучших» | Номинация |
| 2025 | Vulture Stunt Awards               | «Лучшее достижение в области трюков в целом»        | За фильм «Боец. Лучший из лучших» | Номинация |

## Семья
Мать Фостера, скончавшаяся от рака, была киприотского происхождения, отец — англо-ирландского.
С 2007 года женат на модели Челси Жан Фостер (англ. Chelsea Jean Foster; в прошлом — Челси Каслс, англ. Chelsea Castles). Является отцом троих детей — двух дочерей от нынешней супруги и сына от другой женщины.